# Elasmus masii
Elasmus masii é uma espécie de insetos himenópteros, mais especificamente de vespas pertencente à família Eulophidae.
A autoridade científica da espécie é Ferriere, tendo sido descrita no ano de 1929.
Trata-se de uma espécie presente no território português.